# 半田正夫
半田 正夫（はんだ まさお、1933年1月3日 - ）は、日本の法学者（知的財産法・民法）。元学校法人青山学院理事長、元青山学院大学学長。法学博士（北海道大学、1967年）（学位論文「著作権の一元的構成について」）。弁護士（第二東京弁護士会）。北海道札幌市出身。

## 略歴
- 1952年 北海道札幌東高等学校卒業
- 1956年 北海道大学法学部卒業
- 1961年 北海道大学大学院法学研究科修士課程修了
- 1965年 北海学園大学法学部助教授
- 1968年 神奈川大学法学部助教授
- 1969年 近畿大学法学部助教授
- 1971年 青山学院大学法学部助教授
- 1974年 青山学院大学法学部教授
- 1987年 青山学院大学法学部長
- 1989年 弁護士登録
- 1990年 青山学院大学図書館長
- 1998年 青山学院大学総合研究所長
- 1999年 青山学院大学学長
- 2004年 青山学院大学名誉教授
- 2004年 青山学院常務理事
- 2007年 青山学院副院長
- 2008年 青山学院院長代行
- 2010年 青山学院理事長（2012年3月まで）
- 2012年 TMI総合法律事務所顧問弁護士

## その他の役職
- 公益社団法人日本複製権センター前理事長
- 日本テレビ放送網株式会社番組審議会委員長
- 公益財団法人放送番組センター評議員
- 財団法人放送倫理・番組向上機構 (BPO) 評議員会議長
- 青山学院名誉理事
- 瑞宝中綬章（2015年11月）[2]

## 著作
- 『著作権法の研究』（一粒社、1970年）
- 『著作権法概説』（一粒社、1974年）※2003年の11版からは法学書院から出版（2016年現在16版刊行）
- 『民法177条における第三者の範囲』（一粒社、1975年）
- 『著作権』（教育社、1979年）
- 『著作権法の現代的課題』（一粒社、1980年）
- 『不動産取引法の研究』（勁草書房、1980年）
- 『補講民法学』（一粒社、1989年）
- 『著作物の利用形態と権利保護』（一粒社、1989年）
- 『不動産取引における登記と司法書士』（テイハン、1993年）
- 『事例式演習教室民法』（勁草書房、1993年）
- 『転機にさしかかった著作権制度』（一粒社、1994年）
- 『不動産登記法入門』（有斐閣、2000年）
- 『インターネット時代の著作権』（丸善、2001年）
- 『民法と著作権法の諸問題』（法学書院、2003年）
- 『銀杏並木と蔦のもとで』（勁草書房、2004年）
- 『やさしい物権法』（法学書院、2004年）
- 『やさしい契約法』（法学書院、2004年）
- 『やさしい民法総則』（法学書院、2005年）
- 『やさしい債権総論』（法学書院、2005年）
- 『やさしい担保物権法』（法学書院、2005年）
- 『知的財産権事典』（編著、丸善、2005年）
- 『著作権法コンメンタール1～3巻』（勁草書房、2009年）
- 『著作権の窓から』(法学書院、2009年）
- 『著作権法案内』（勁草書房　2014年）
- 『著作権の基礎から最新情報まで　実務者のためのコラム集Ⅰ』（日本複製権センター、2014年）
- 『著作権の基礎から最新情報まで　実務者のためのコラム集Ⅱ』（日本複製権センター、2016年）
- 『著作権の基礎から最新情報まで　実務家のためのコラム集Ⅲ』 （日本複製権センター、2017年）

## 被献呈論文集
- 『半田正夫教授還暦記念論集・民法と著作権法の諸問題』（法学書院、　1993年）
- 『半田正夫先生古稀記念論集・著作権法と民法の現代的課題』(法学書院、2003年）